# I Get Along EP
I Get Along är en EP av The Libertines som släpptes år 2003.

## Låtlista
1. "I Get Along"
2. "Don't Look Back into the Sun"
3. "The Delaney"
4. "Mayday"
5. "Skag & Bone Man"